# 磁盘格式化
格式化是指对磁盘或磁盘分区（partition）进行初始化的一种操作，通常会清除现有的磁盘或分区中所有資料。

## 格式化的种类
碟片格式化牽涉兩個不同的程序：低階與高階格式化。前者處理碟片表面格式化賦與磁片磁區數的特質；低階格式化完成後，硬體碟片控制器（disk controller）即可看到並使用低階格式化的成果；後者處理「伴隨著操作系統所寫的特定資訊」。

### 低级格式化
低级格式化（Low-Level Formatting）又称低层格式化或物理格式化（Physical Format），对于部分硬盘制造厂商，它也被称为初始化（initialization）。最早，低级格式化被用于指代对磁碟进行划分柱面、磁道、扇区的操作。现今，随着软盘的逐渐退出日常应用，应用新的编址方法和接口的磁盘的出现，这个词已经失去了原本的含义，大多数的硬盘制造商将低级格式化（Low-Level Formatting）定义为创建硬盘扇区（sector）使硬盘具备存储能力的操作。现在，人们对低级格式化存在一定的误解，多数情况下，提及低级格式化，往往是指硬盘的填零操作。
对于一张標準的1.44 MB软盘，其低階格式化将在軟碟上创建160個磁軌（track）（每面80个），每磁軌18個磁區，每磁區512位位组（byte）；共计1,474,560位元組。需要注意的是：软盘的低级格式化通常是系统所内置支持的。通常情况下，对软盘的格式化操作即包含了低级格式化操作和高级格式化操作两个部分。
IDE硬碟出廠前會使用實體CHS參數進行低階格式化，但是實體參數只有廠商知道，主機BIOS看到的則是虛擬控制參數，
比方說半高型硬碟通常有四片磁碟八支磁頭，但是虛擬CHS可以看到13支以上的磁頭，
採用虛擬技術是為了應付ㄧ些問題，比如把壞軌隱藏起來，或者用後備的磁軌取代壞軌，
User擅自用虛擬CHS做低階格式化，可能會使磁軌寬度變窄，大幅降低磁軌的可靠性。

### 高级格式化
高级格式化又称逻辑格式化，它是指根据用户选定的文件系统（如FAT12、FAT16、FAT32、exFAT、NTFS、EXT2、EXT3等），在磁盘的特定区域写入特定数据，以达到初始化磁盘或磁盘分区、清除原磁盘或磁盘分区中所有文件的一个操作。高级格式化包括对主引导记录中分区表相应区域的重写、根据用户选定的文件系统，在分区中划出一片用于存放文件分配表、目录表等用于文件管理的磁盘空间，以便用户使用该分区管理文件。

## 格式化的方法

### 在DOS环境下
在DOS环境下，有多种软件可以执行格式化的操作，系统通常也以外部命令的形式提供一个命令行界面的格式化软件“Format”。
Format命令的参数包括将被执行格式化的磁碟，以及一些其他次要参数，如簇的大小、文件系统的格式等。
Format命令通常的格式是：Format X:（X为所希望被执行格式化操作的碟符，如希望格式化C碟，则将X替换为C，如此类推。
加入"Q"参数可以执行快速格式化。

### 在Windows环境下
在Windows环境下，格式化的操作相对简单。
通常的操作步骤是：先打开「电脑」，接著在希望被执行格式化的碟符图标上右击，然后选择“格式化”，再按照提示操作即可。需要注意的是：对硬碟执行格式化操作时，用户需要拥有系统管理员权限（仅限于Windows Vista以及此後推出的作業系統。）
在Windows环境中，除了可以使用图形化的操作界面执行格式化操作之外，也可以在命令提示字元中使用Diskpart指令(僅限於Windows 2000 及以后的作业系统，包含Windows PE)进行操作。

### 在Unix/Linux环境下
在Unix/Linux环境下，通常使用mkfs命令执行格式化操作，mkfs命令需要的参数有设备路径和文件系统格式等。需要注意的是：对硬碟执行格式化操作时，用户需要拥有超级用户权限。

## 註解
1. ↑  填零操作：對磁碟執行寫入「0」（二進位）以進行覆寫。在低级格式化是將所有可讀寫區域寫入「0」，可以將寫入失敗的部分區隔出來，避免資料寫入。同時，該操作可以完全的清除舊資料，避免資料被救回。因此，填零操作也可能指對於磁碟無資料區域（可能包含已刪除的資料）的覆寫，以進行完全的刪除。（這裡覆寫的值，不一定是「0」。）